# لوكاس فيرا
لوكاس فيرا (بالإسبانية: Lucas Vera) هو لاعب كرة قدم أرجنتيني، ولد في 18 أبريل 1997 في برنال في الأرجنتين. لعب مع نادي لانوس.

## وصلات خارجية
- لوكاس فيرا على موقع قاعدة بيانات كرة القدم.إي يو (الإنجليزية)
- لوكاس فيرا على موقع قاعدة بيانات كرة القدم.إي يو (الإنجليزية)
- لوكاس فيرا على موقع Soccerway.com (الإنجليزية)
- لوكاس فيرا على موقع عالم كرة القدم.نت (الإنجليزية)